# Arctia centrimaculata
Arctia centrimaculata är en fjärilsart som beskrevs av Statt. 1934. Arctia centrimaculata ingår i släktet Arctia och familjen björnspinnare. Inga underarter finns listade i Catalogue of Life.